# Capital City 300 1967
Capital City 300 1967 var ett stockcarlopp ingående i Nascar Grand National Series (nuvarande Nascar Cup Series) som kördes 10 september 1967 på den 0,5 mile (805 meter) långa ovalbanan Virginia State Fairgrounds i Richmond i Virginia. Totalt avverkades 150 miles (241,401 km) fördelat på 300 varv. Banunderlaget var dirt. Loppet vanns av Richard Petty i en Plymouth på tiden 2:36.10 körande för Petty Enterprises. Pettys snitthastighet var 57,631 mph. Det var Pettys 71:a vinst av totalt 200 i karriären. Prispotten uppgick till 11 610 dollar, varav 2 450 dollar gick till segraren.

## Resultat
| Plc     | Nr | Förare          | Team/ bilägare           | Konstruktör | Start | Varv | Ledda varv |
| ------- | -- | --------------- | ------------------------ | ----------- | ----- | ---- | ---------- |
| 1       | 43 | Richard Petty   | Petty Enterprises        | Plymouth    | 2     | 300  | 183        |
| 2       | 29 | Dick Hutcherson | Bondy Long               | Ford        | 19    | 300  | 15         |
| 3       | 99 | Paul Goldsmith  | Nichels Engineering      | Plymouth    | 12    | 299  | 64         |
| 4       | 6  | Sam McQuagg     | Owens Racing             | Dodge       | 10    | 298  | 8          |
| 5       | 48 | James Hylton    | Bud Hartje               | Dodge       | 20    | 285  | 0          |
| 6       | 34 | Wendell Scott   | Scott Racing             | Ford        | 18    | 274  | 0          |
| 7       | 83 | Worth McMillion | Worth McMillion          | Pontiac     | 29    | 268  | 0          |
| 8       | 19 | E.J. Trivette   | Roy Dutton               | Ford        | 25    | 264  | 0          |
| 9       | 97 | Henley Gray     | Gray Racing              | Ford        | 24    | 260  | 0          |
| 10      | 07 | George Davis    | George Davis             | Chevrolet   | 17    | 247  | 0          |
| 11      | 57 | George Poulos   | George Poulos            | Plymouth    | 21    | 246  | 0          |
| 12      | 64 | Elmo Langley    | Langley-Woodfield Racing | Ford        | 5     | 203  | 0          |
| 13      | 45 | Bill Seifert    | Seifert Racing           | Ford        | 9     | 202  | 0          |
| 14      | 38 | Wayne Smith     | Archie Smith             | Chevrolet   | 26    | 202  | 0          |
| 15      | 12 | Johnny Steele   | Johnny Steele            | Ford        | 30    | 197  | 0          |
| 16      | 76 | Earl Brooks     | Don Culpepper            | Ford        | 1     | 173  | 24         |
| 17      | 63 | Melvin Bradley  | Bob Adams                | Ford        | 14    | 169  | 0          |
| 18      | 11 | J.T. Putney     | J.T. Putney              | Chevrolet   | 13    | 165  | 0          |
| 19      | 2  | Bobby Allison   | J.D. Bracken             | Chevrolet   | 6     | 128  | 0          |
| 20      | 4  | John Sears      | DeWitt Racing            | Ford        | 8     | 125  | 0          |
| 21      | 5  | Ray Hendrick    | Owens Racing             | Dodge       | 15    | 107  | 0          |
| 22      | 31 | Bill Ervin      | Ralph Murphy             | Ford        | 23    | 102  | 0          |
| 23      | 25 | Jabe Thomas     | Robertson Racing         | Ford        | 4     | 102  | 0          |
| 24      | 01 | Paul Dean Holt  | Dennis Holt              | Ford        | 22    | 100  | 0          |
| 25      | 02 | Doug Cooper     | Doug Cooper              | Chevrolet   | 16    | 94   | 0          |
| 26      | 75 | Frog Fagan      | Bob Gilreath             | Ford        | 27    | 91   | 0          |
| 27      | 94 | Don Biederman   | Ron Stotten              | Chevrolet   | 28    | 79   | 0          |
| 28      | 91 | Neil Castles    | Neil Castles             | Plymouth    | 3     | 30   | 0          |
| 29      | 54 | Tom Raley       | Tom Raley                | Ford        | 7     | 10   | 0          |
| 30      | 20 | Clyde Lynn      | Negre Racing             | Ford        | 11    | 10   | 0          |
| Källor: |    |                 |                          |             |       |      |            |